# جان دوفور (سياسي)
جان دوفور (بالفرنسية: Jean Dufour)‏ هو سياسي فرنسي، ولد في 26 مارس 1818 في إيسودون في فرنسا، وتوفي في 30 سبتمبر 1883 في أندر في فرنسا. انتخب نائب فرنسي.